# Port Salut

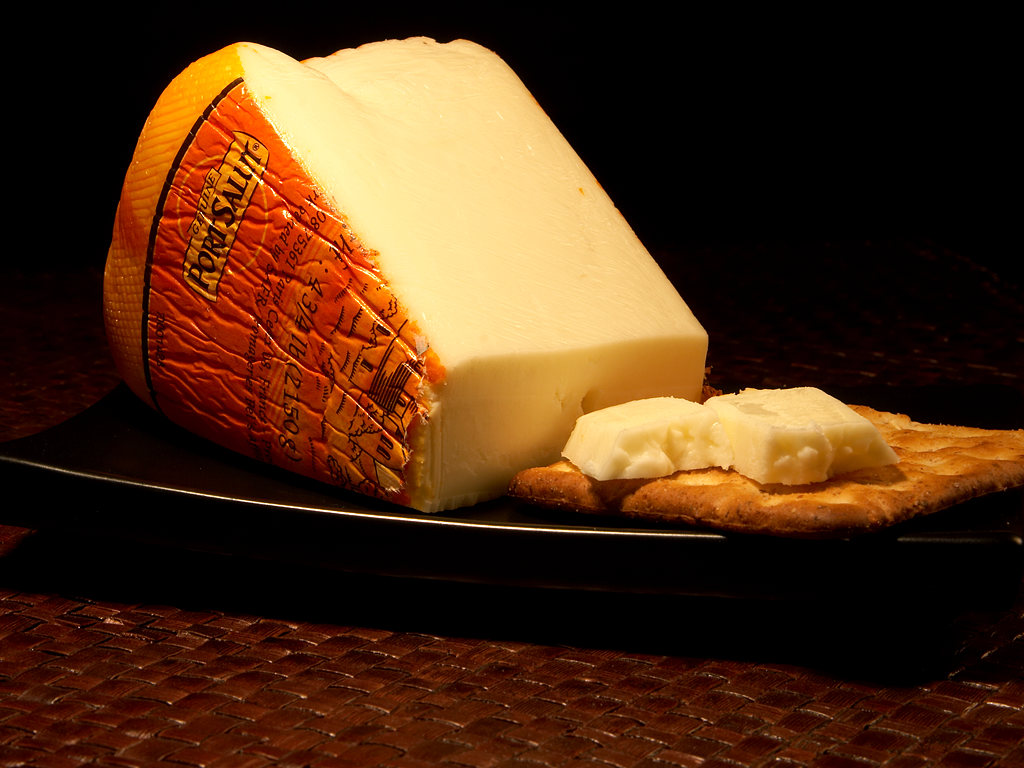
Port Salut.

Port Salut är en kittost med en mild, något syrlig smak. Den syrliga smaken ges av mjölksyrabakterier som används vid tillverkningen. Osten har en karaktäristisk orange skorpa som är ätbar.
Port Salut började ursprungligen tillverkas i mitten av 1800-talet av trappistmunkar i ett kloster i Port-du-Salut i Mayenne i nordvästra Frankrike, men tillverkas numera även på andra håll, bland annat i Sverige.
I Sverige tillverkades osten första gången på Alnarp på 1920-talet. Den svenska osten skiljer sig från den franska genom att vara mjukare, mer vaxartad och ha en mildare smak.